# Андрій Лещинський (брест-куявський воєвода)

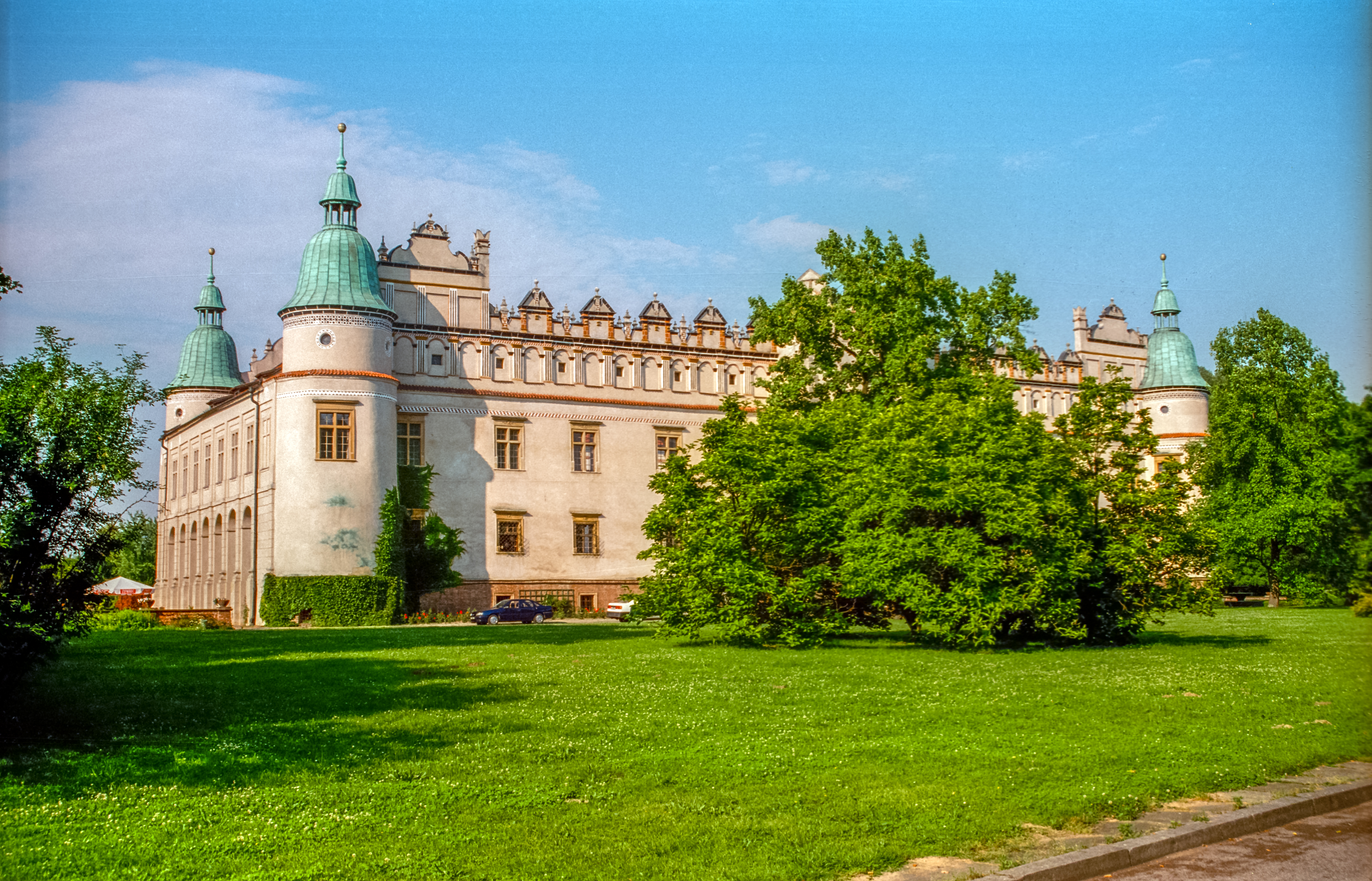

Андрій Лещинський (бл. 1559 — 24 липня 1606, Берестечко) — державний і військовий діяч Речі Посполитої. Один з очільників протестантів. Прапрадід короля Станіслава Лещинського.

## Життєпис
Був сином кастеляна сремського Рафала Лещинського та його дружини Барбари Вольської з Підгаєць. У 1572 році під опікою Максиміліяна Сломовського вирушив за кордон для навчання. В Гайдельберзі навчався зі старшим братом Яном. Перебував у Женеві. Додому повернувся 1575 року. З власним збройним почтом брав участь у війнах з Московією. 28 січня 1591 року отримав номінацію на посаду брест-куявського воєводи. В червні 1591 року скликав з'їзд протестантів у Радзеєві після знищення кальвінських зборів у Кракові, Вільнюсі весною 1591 р., вислав звідси лист на з'їзд Хмільницький.
Андрій Лещинський у 1596—1598 роках купував значні маєтки на Підляшші, Волині. На початку 1599 року в Руському воєводстві зустрівся з віленським воєводою Христофором Перуном Радзивіллом, князем Василем-Костянтином Острозьким для узгодження перемовин у Вільнюсі у квітні того року представників теологів протестантів та православних.
Від батька у спадок отримав маєтки в Сілезії. Дідичем Баранува-Сандомирського названий 1578 року; це була головна його резиденція. Тут у 1585—1595 роках Санті Гуччі керував роботами зі спорудження замку, де Андрій Лещинський згромадив значну бібліотеку. Також за його сприяння перебудовано кальвінський збір — давній фарний костел міста. Баранув став при ньому важливим центром реформації в Речі Посполитій. Його друкованим твором був «Cursus studiorum», виданий у друкарні Сарторіна у Легниці.
Формальний поділ спадку батька з молодшим зведеним братом Вацлавом провів 1600 року, отримав Лешно (після отримання прав на місто в 1601 році підтвердив привілей батька 1580 року для його «братів чеських»; біля замку для поляків-католиків виставив невелику каплицю), Джечково, Голанице та інші маєтки в Польщі. Володів маєтками, які набув від спадкоємців другої дружини — Берестечко, Володава; успадковані від матері бл. 1593 року Підгайці, де сприяв фортифікації замку, утриманню залоги, озброєнню гарматами з Ельблонга.
Помер у Берестечку 24 липня 1606 року, похований у Барануві в місцевому кальвінському зборі. Заборонив влаштувати свій пишний похорон.

## Сім'я
Перша дружина — Анна Фірлей. Діти:
- Рафал Лещинський — воєвода белзький; Андрій — помер молодим у Франції
- Катажина — дружина хелмінського кастеляна Фабіана Чеми; Барбара — дружина люблінського кастеляна Фелікса Слупецького (з 14 травня 1600). 
Друга дружина — княжна Федора Сангушко, донька брацлавського воєводи Романа Сангушка. Син: Ян — краківський воєвода, староста долинський, корсунський. 
Третя дружина — Зофія Опалінська. Діти:
- Прецлав
- Вацлав — примас Польщі